# Daytona 500 2023
De Daytona 500 2023 was een NASCAR Cup Series-race en de 65e race van het evenement. Het werd gehouden op zondag 19 februari 2023 op de Daytona International Speedway in Daytona Beach, Florida. Het was de eerste race van de NASCAR Cup Series 2023. Jimmie Johnson keerde in deze race terug in de Cup Series voor Legacy Motor Club. Dit was de langste Daytona 500 in de geschiedenis met een lengte van 530 mijl.
Ricky Stenhouse Jr., rijdend voor JTG Daugherty Racing, won zijn eerste Daytona 500 en derde race nadat hij in de laatste ronde tweevoudig seriekampioen Joey Logano voor de leiding had verschoven voor een ongeval met meerdere auto's.

## Achtergrond
Daytona International Speedway is een racecircuit in Daytona Beach, Florida, dat een van de zes superspeedways is, de andere zijn Auto Club Speedway, Atlanta Motor Speedway, Pocono Raceway, Indianapolis Motor Speedway, Michigan International Speedway en Talladega Superspeedway.
Daytona International Speedway is een van de drie superspeedways waar NASCAR-races worden gehouden, de andere twee zijn Atlanta Motor Speedway en Talladega Superspeedway. Het standaardcircuit van de Daytona International Speedway is een superspeedway met vier bochten en een lengte van 4 km. De bochten van het circuit hebben een hellingshoek van 31 graden, terwijl de voorste strook, waar de finish is, een hellingshoek van 18 graden heeft.

## Inschrijvingen
- (R) staat voor beginnende coureur.
- (W) staat voor voormalige winnaar.
- (i) staat voor een coureur die niet in aanmerking komt voor punten.

| No.   | Coureur              | Team                     | Motor     |
| ----- | -------------------- | ------------------------ | --------- |
| 1     | Ross Chastain        | Trackhouse Racing Team   | Chevrolet |
| 2     | Austin Cindric (W)   | Team Penske              | Ford      |
| 3     | Austin Dillon (W)    | Richard Childress Racing | Chevrolet |
| 4     | Kevin Harvick (W)    | Stewart-Haas Racing      | Ford      |
| 5     | Kyle Larson          | Hendrick Motorsports     | Chevrolet |
| 6     | Brad Keselowski      | RFK Racing               | Ford      |
| 7     | Corey LaJoie         | Spire Motorsports        | Chevrolet |
| 8     | Kyle Busch           | Richard Childress Racing | Chevrolet |
| 9     | Chase Elliott        | Hendrick Motorsports     | Chevrolet |
| 10    | Aric Almirola        | Stewart-Haas Racing      | Ford      |
| 11    | Denny Hamlin (W)     | Joe Gibbs Racing         | Toyota    |
| 12    | Ryan Blaney          | Team Penske              | Ford      |
| 13    | Chandler Smith (i)   | Kaulig Racing            | Chevrolet |
| 14    | Chase Briscoe        | Stewart-Haas Racing      | Ford      |
| 15    | Riley Herbst (i)     | Rick Ware Racing         | Ford      |
| 16    | A. J. Allmendinger   | Kaulig Racing            | Chevrolet |
| 17    | Chris Buescher       | RFK Racing               | Ford      |
| 19    | Martin Truex Jr.     | Joe Gibbs Racing         | Toyota    |
| 20    | Christopher Bell     | Joe Gibbs Racing         | Toyota    |
| 21    | Harrison Burton      | Wood Brothers Racing     | Ford      |
| 22    | Joey Logano (W)      | Team Penske              | Ford      |
| 23    | Bubba Wallace        | 23XI Racing              | Toyota    |
| 24    | William Byron        | Hendrick Motorsports     | Chevrolet |
| 31    | Justin Haley         | Kaulig Racing            | Chevrolet |
| 34    | Michael McDowell (W) | Front Row Motorsports    | Ford      |
| 36    | Zane Smith (i)       | Front Row Motorsports    | Ford      |
| 38    | Todd Gilliland       | Front Row Motorsports    | Ford      |
| 41    | Ryan Preece          | Stewart-Haas Racing      | Ford      |
| 42    | Noah Gragson (R)     | Legacy Motor Club        | Chevrolet |
| 43    | Erik Jones           | Legacy Motor Club        | Chevrolet |
| 45    | Tyler Reddick        | 23XI Racing              | Toyota    |
| 47    | Ricky Stenhouse Jr.  | JTG Daugherty Racing     | Chevrolet |
| 48    | Alex Bowman          | Hendrick Motorsports     | Chevrolet |
| 50    | Conor Daly (i)       | The Money Team Racing    | Chevrolet |
| 51    | Cody Ware            | Rick Ware Racing         | Ford      |
| 54    | Ty Gibbs (R)         | Joe Gibbs Racing         | Toyota    |
| 62    | Austin Hill (i)      | Beard Motorsports        | Chevrolet |
| 67    | Travis Pastrana      | 23XI Racing              | Toyota    |
| 77    | Ty Dillon            | Spire Motorsports        | Chevrolet |
| 78    | B. J. McLeod         | Live Fast Motorsports    | Chevrolet |
| 84    | Jimmie Johnson (W)   | Legacy Motor Club        | Chevrolet |
| 99    | Daniel Suárez        | Trackhouse Racing Team   | Chevrolet |
| Bron: |                      |                          |           |

## Classificatie

### Kwalificatie
Alex Bowman scoorde de pole voor de race met een tijd van 49,536 en een snelheid van 292,395 km/u. Kyle Larson verdiende de buitenste pole.
Alleen de beste twee auto's kwalificeren zich uit de tijdritten. De Duels bepalen de line-up voor de posities 3-38. De eerste race bepaalt de opstelling voor auto's die zich op de pole-kwalificatiedag op oneven genummerde posities kwalificeerden, terwijl de tweede race de opstelling bepaalt voor auto's die zich op even genummerde posities kwalificeerden. Slechts één ''Open'' team in elk Duel zal zich op deze manier kwalificeren. De posities 39 en 40 op de grid worden ingenomen door de twee "Open" (teams zonder charter) auto's die de snelste tijden neerzetten in de kwalificatie, maar geen plek in de Duels bemachtigden.
De snelste twee Open team-kwalificateurs waren Jimmie Johnson en Travis Pastrana, waardoor zij een plaats in de race verdienden, ongeacht de uitslag van de Duels.
| Pos.  | No. | Coureur             | Team                     | Motor     | R1     | R2     |
| ----- | --- | ------------------- | ------------------------ | --------- | ------ | ------ |
| 1     | 48  | Alex Bowman         | Hendrick Motorsports     | Chevrolet | 49.717 | 49.536 |
| 2     | 5   | Kyle Larson         | Hendrick Motorsports     | Chevrolet | 49.870 | 49.708 |
| 3     | 24  | William Byron       | Hendrick Motorsports     | Chevrolet | 49.926 | 49.799 |
| 4     | 10  | Aric Almirola       | Stewart-Haas Racing      | Ford      | 49.903 | 49.800 |
| 5     | 22  | Joey Logano         | Team Penske              | Ford      | 49.881 | 49.803 |
| 6     | 14  | Chase Briscoe       | Stewart-Haas Racing      | Ford      | 49.869 | 49.817 |
| 7     | 12  | Ryan Blaney         | Team Penske              | Ford      | 49.965 | 49.985 |
| 8     | 2   | Austin Cindric      | Team Penske              | Ford      | 49.927 | 49.996 |
| 9     | 21  | Harrison Burton     | Wood Brothers Racing     | Ford      | 49.996 | 50.070 |
| 10    | 8   | Kyle Busch          | Richard Childress Racing | Chevrolet | 49.920 | 0.000  |
| 11    | 23  | Bubba Wallace       | 23XI Racing              | Toyota    | 49.997 | —      |
| 12    | 99  | Daniel Suárez       | Trackhouse Racing Team   | Chevrolet | 50.022 | —      |
| 13    | 17  | Chris Buescher      | RFK Racing               | Ford      | 50.031 | —      |
| 14    | 9   | Chase Elliott       | Hendrick Motorsports     | Chevrolet | 50.033 | —      |
| 15    | 1   | Ross Chastain       | Trackhouse Racing Team   | Chevrolet | 50.038 | —      |
| 16    | 41  | Ryan Preece         | Stewart-Haas Racing      | Ford      | 50.042 | —      |
| 17    | 4   | Kevin Harvick       | Stewart-Haas Racing      | Ford      | 50.088 | —      |
| 18    | 6   | Brad Keselowski     | RFK Racing               | Ford      | 50.091 | —      |
| 19    | 54  | Ty Gibbs (R)        | Joe Gibbs Racing         | Toyota    | 50.107 | —      |
| 20    | 45  | Tyler Reddick       | 23XI Racing              | Toyota    | 50.108 | —      |
| 21    | 20  | Christopher Bell    | Joe Gibbs Racing         | Toyota    | 50.140 | —      |
| 22    | 19  | Martin Truex Jr.    | Joe Gibbs Racing         | Toyota    | 50.182 | —      |
| 23    | 84  | Jimmie Johnson      | Legacy Motor Club        | Chevrolet | 50.202 | —      |
| 24    | 34  | Michael McDowell    | Front Row Motorsports    | Ford      | 50.205 | —      |
| 25    | 67  | Travis Pastrana     | 23XI Racing              | Toyota    | 50.208 | —      |
| 26    | 11  | Denny Hamlin        | Joe Gibbs Racing         | Toyota    | 50.236 | —      |
| 27    | 43  | Erik Jones          | Legacy Motor Club        | Chevrolet | 50.280 | —      |
| 28    | 42  | Noah Gragson (R)    | Legacy Motor Club        | Chevrolet | 50.296 | —      |
| 29    | 36  | Zane Smith (i)      | Front Row Motorsports    | Ford      | 50.318 | —      |
| 30    | 16  | A. J. Allmendinger  | Kaulig Racing            | Chevrolet | 50.332 | —      |
| 31    | 31  | Justin Haley        | Kaulig Racing            | Chevrolet | 50.346 | —      |
| 32    | 62  | Austin Hill (i)     | Beard Motorsports        | Chevrolet | 50.375 | —      |
| 33    | 3   | Austin Dillon       | Richard Childress Racing | Chevrolet | 50.473 | —      |
| 34    | 38  | Todd Gilliland      | Front Row Motorsports    | Ford      | 50.504 | —      |
| 35    | 47  | Ricky Stenhouse Jr. | JTG Daugherty Racing     | Chevrolet | 50.583 | —      |
| 36    | 78  | B. J. McLeod        | Live Fast Motorsports    | Chevrolet | 50.609 | —      |
| 37    | 51  | Cody Ware           | Rick Ware Racing         | Ford      | 50.799 | —      |
| 38    | 15  | Riley Herbst (i)    | Rick Ware Racing         | Ford      | 50.891 | —      |
| 39    | 77  | Ty Dillon           | Spire Motorsports        | Chevrolet | 51.045 | —      |
| 40    | 7   | Corey LaJoie        | Spire Motorsports        | Chevrolet | 51.053 | —      |
| 41    | 13  | Chandler Smith (i)  | Kaulig Racing            | Chevrolet | 51.422 | —      |
| 42    | 50  | Conor Daly (i)      | The Money Team Racing    | Chevrolet | 0.000  | —      |
| Bron: |     |                     |                          |           |        |        |

### Bluegreen Vacations Duels
De Bluegreen Vacations Duels zijn een paar NASCAR Cup Series-races die jaarlijks in februari samen met de Daytona 500 op de Daytona International Speedway worden gehouden. Ze bestaan uit twee races van 60 ronden en 240 km lang, die dienen als heatraces die de opstelling voor de Daytona 500 bepalen. Beide races bepalen de opstelling voor de posities 3-38. De eerste race bepaalt de line-up voor auto's die zich op de pole-kwalificatiedag op oneven genummerde posities kwalificeerden, met uitzonderingen voor open teams. De tweede race bepaalt de line-up voor auto's die zich op even nummers hebben gekwalificeerd. Alleen de best geëindigde open auto gaat over van elke kwalificatierace. Na de kwalificatieraces worden de laatste twee posities bepaald door de snelste tijden in de kwalificatie van de open teams die niet doorgingen.

#### Duel 1
| Pos.  | Grid | No. | Coureur             | Team                     | Motor     | Rondes | Ptn. |
| ----- | ---- | --- | ------------------- | ------------------------ | --------- | ------ | ---- |
| 1     | 3    | 22  | Joey Logano         | Team Penske              | Ford      | 60     | 10   |
| 2     | 11   | 20  | Christopher Bell    | Joe Gibbs Racing         | Toyota    | 60     | 9    |
| 3     | 4    | 12  | Ryan Blaney         | Team Penske              | Ford      | 60     | 8    |
| 4     | 7    | 17  | Chris Buescher      | RFK Racing               | Ford      | 60     | 7    |
| 5     | 13   | 34  | Michael McDowell    | Front Row Motorsports    | Ford      | 60     | 6    |
| 6     | 9    | 4   | Kevin Harvick       | Stewart-Haas Racing      | Ford      | 60     | 5    |
| 7     | 6    | 23  | Bubba Wallace       | 23XI Racing              | Toyota    | 60     | 4    |
| 8     | 15   | 36  | Zane Smith (i)      | Front Row Motorsports    | Ford      | 60     | 0    |
| 9     | 5    | 21  | Harrison Burton     | Wood Brothers Racing     | Ford      | 60     | 2    |
| 10    | 2    | 24  | William Byron       | Hendrick Motorsports     | Chevrolet | 60     | 1    |
| 11    | 8    | 1   | Ross Chastain       | Trackhouse Racing Team   | Chevrolet | 60     | 0    |
| 12    | 14   | 43  | Erik Jones          | Legacy Motor Club        | Chevrolet | 60     | 0    |
| 13    | 17   | 3   | Austin Dillon       | Richard Childress Racing | Chevrolet | 60     | 0    |
| 14    | 12   | 84  | Jimmie Johnson      | Legacy Motor Club        | Chevrolet | 60     | 0    |
| 15    | 16   | 16  | A. J. Allmendinger  | Kaulig Racing            | Chevrolet | 60     | 0    |
| 16    | 18   | 47  | Ricky Stenhouse Jr. | JTG Daugherty Racing     | Chevrolet | 59     | 0    |
| 17    | 1    | 48  | Alex Bowman         | Hendrick Motorsports     | Chevrolet | 59     | 0    |
| 18    | 21   | 13  | Chandler Smith (i)  | Kaulig Racing            | Chevrolet | 59     | 0    |
| 19    | 10   | 54  | Ty Gibbs (R)        | Joe Gibbs Racing         | Toyota    | 59     | 0    |
| 20    | 19   | 51  | Cody Ware           | Rick Ware Racing         | Ford      | 59     | 0    |
| 21    | 20   | 77  | Ty Dillon           | Spire Motorsports        | Chevrolet | 59     | 0    |
| Bron: |      |     |                     |                          |           |        |      |

#### Duel 2
| Pos.  | Grid | No. | Coureur          | Team                     | Motor     | Rondes | Ptn. |
| ----- | ---- | --- | ---------------- | ------------------------ | --------- | ------ | ---- |
| 1     | 2    | 10  | Aric Almirola    | Stewart-Haas Racing      | Ford      | 60     | 10   |
| 2     | 4    | 2   | Austin Cindric   | Team Penske              | Ford      | 60     | 9    |
| 3     | 7    | 9   | Chase Elliott    | Hendrick Motorsports     | Chevrolet | 60     | 8    |
| 4     | 9    | 6   | Brad Keselowski  | RFK Racing               | Ford      | 60     | 7    |
| 5     | 20   | 7   | Corey LaJoie     | Spire Motorsports        | Chevrolet | 60     | 6    |
| 6     | 1    | 5   | Kyle Larson      | Hendrick Motorsports     | Chevrolet | 60     | 5    |
| 7     | 17   | 38  | Todd Gilliland   | Front Row Motorsports    | Ford      | 60     | 4    |
| 8     | 11   | 19  | Martin Truex Jr. | Joe Gibbs Racing         | Toyota    | 60     | 3    |
| 9     | 13   | 11  | Denny Hamlin     | Joe Gibbs Racing         | Toyota    | 60     | 2    |
| 10    | 8    | 41  | Ryan Preece      | Stewart-Haas Racing      | Ford      | 60     | 1    |
| 11    | 14   | 42  | Noah Gragson (R) | Legacy Motor Club        | Chevrolet | 60     | 0    |
| 12    | 6    | 99  | Daniel Suárez    | Trackhouse Racing Team   | Chevrolet | 60     | 0    |
| 13    | 10   | 45  | Tyler Reddick    | 23XI Racing              | Toyota    | 60     | 0    |
| 14    | 15   | 31  | Justin Haley     | Kaulig Racing            | Chevrolet | 60     | 0    |
| 15    | 3    | 14  | Chase Briscoe    | Stewart-Haas Racing      | Ford      | 60     | 0    |
| 16    | 18   | 78  | B. J. McLeod     | Live Fast Motorsports    | Chevrolet | 60     | 0    |
| 17    | 21   | 50  | Conor Daly (i)   | The Money Team Racing    | Chevrolet | 59     | 0    |
| 18    | 16   | 62  | Austin Hill (i)  | Beard Motorsports        | Chevrolet | 41     | 0    |
| 19    | 5    | 8   | Kyle Busch       | Richard Childress Racing | Chevrolet | 40     | 0    |
| 20    | 19   | 15  | Riley Herbst (i) | Rick Ware Racing         | Ford      | 40     | 0    |
| 21    | 12   | 67  | Travis Pastrana  | 23XI Racing              | Toyota    | 40     | 0    |
| Bron: |      |     |                  |                          |           |        |      |

#### Startopstelling
| Pos.                | No. | Coureur             | Team                     | Motor     | Opmerkingen             |
| ------------------- | --- | ------------------- | ------------------------ | --------- | ----------------------- |
| 1                   | 48  | Alex Bowman         | Hendrick Motorsports     | Chevrolet | Snelste in kwalificatie |
| 2                   | 5   | Kyle Larson         | Hendrick Motorsports     | Chevrolet | Snelste in kwalificatie |
| 3                   | 22  | Joey Logano         | Team Penske              | Ford      | Duel 1 winnaar          |
| 4                   | 10  | Aric Almirola       | Stewart-Haas Racing      | Ford      | Duel 2 winnaar          |
| 5                   | 20  | Christopher Bell    | Joe Gibbs Racing         | Toyota    | Tweede in Duel 1        |
| 6                   | 2   | Austin Cindric      | Team Penske              | Ford      | Tweede in Duel 2        |
| 7                   | 12  | Ryan Blaney         | Team Penske              | Ford      | Derde in Duel 1         |
| 8                   | 9   | Chase Elliott       | Hendrick Motorsports     | Chevrolet | Derde in Duel 2         |
| 9                   | 17  | Chris Buescher      | RFK Racing               | Ford      | Vierde in Duel 1        |
| 10                  | 6   | Brad Keselowski     | RFK Racing               | Ford      | Vierde in Duel 2        |
| 11                  | 34  | Michael McDowell    | Front Row Motorsports    | Ford      | Vijfde in Duel 1        |
| 12                  | 7   | Corey LaJoie        | Spire Motorsports        | Chevrolet | Vijfde in Duel 2        |
| 13                  | 4   | Kevin Harvick       | Stewart-Haas Racing      | Ford      | Zesde in Duel 1         |
| 14                  | 38  | Todd Gilliland      | Front Row Motorsports    | Ford      | Zevende in Duel 2       |
| 15                  | 23  | Bubba Wallace       | 23XI Racing              | Toyota    | Zevende in Duel 1       |
| 16                  | 19  | Martin Truex Jr.    | Joe Gibbs Racing         | Toyota    | Achtste in Duel 2       |
| 17                  | 36  | Zane Smith (i)      | Front Row Motorsports    | Ford      | Achtste in Duel 1       |
| 18                  | 11  | Denny Hamlin        | Joe Gibbs Racing         | Toyota    | Negende in Duel 2       |
| 19                  | 21  | Harrison Burton     | Wood Brothers Racing     | Ford      | Negende in Duel 1       |
| 20                  | 41  | Ryan Preece         | Stewart-Haas Racing      | Ford      | Tiende in Duel 2        |
| 21                  | 24  | William Byron       | Hendrick Motorsports     | Chevrolet | Tiende in Duel 1        |
| 22                  | 42  | Noah Gragson (R)    | Legacy Motor Club        | Chevrolet | Elfde in Duel 2         |
| 23                  | 1   | Ross Chastain       | Trackhouse Racing Team   | Chevrolet | Elfde in Duel 1         |
| 24                  | 99  | Daniel Suárez       | Trackhouse Racing Team   | Chevrolet | Twaalfde in Duel 2      |
| 25                  | 43  | Erik Jones          | Legacy Motor Club        | Chevrolet | Twaalfde in Duel 1      |
| 26                  | 45  | Tyler Reddick       | 23XI Racing              | Toyota    | Dertiende in Duel 2     |
| 27                  | 3   | Austin Dillon       | Richard Childress Racing | Chevrolet | Dertiende in Duel 1     |
| 28                  | 31  | Justin Haley        | Kaulig Racing            | Chevrolet | Veertiende in Duel 2    |
| 29                  | 16  | A. J. Allmendinger  | Kaulig Racing            | Chevrolet | Vijftiende in Duel 1    |
| 30                  | 14  | Chase Briscoe       | Stewart-Haas Racing      | Ford      | Vijftiende in Duel 2    |
| 31                  | 47  | Ricky Stenhouse Jr. | JTG Daugherty Racing     | Chevrolet | Zestiende in Duel 1     |
| 32                  | 78  | B. J. McLeod        | Live Fast Motorsports    | Chevrolet | Zestiende in Duel 2     |
| 33                  | 54  | Ty Gibbs (R)        | Joe Gibbs Racing         | Toyota    | Negentiende in Duel 1   |
| 34                  | 50  | Conor Daly (i)      | The Money Team Racing    | Chevrolet | Negentiende in Duel 2   |
| 35                  | 51  | Cody Ware           | Rick Ware Racing         | Ford      | 20ste in Duel 1         |
| 36                  | 8   | Kyle Busch          | Richard Childress Racing | Chevrolet | Negentiende in Duel 2   |
| 37                  | 77  | Ty Dillon           | Spire Motorsports        | Chevrolet | 21ste in Duel 1         |
| 38                  | 15  | Riley Herbst (i)    | Rick Ware Racing         | Ford      | 20ste in Duel 2         |
| 39                  | 84  | Jimmie Johnson      | Legacy Motor Club        | Chevrolet | Kwalificatie snelheid   |
| 40                  | 67  | Travis Pastrana     | 23XI Racing              | Toyota    | Kwalificatie snelheid   |
| Niet gekwalificeerd |     |                     |                          |           |                         |
| 41                  | 62  | Austin Hill (i)     | Beard Motorsports        | Chevrolet |                         |
| 42                  | 13  | Chandler Smith (i)  | Kaulig Racing            | Chevrolet |                         |
| Bron:               |     |                     |                          |           |                         |

### Trainingen

#### Training 1
Jimmie Johnson was de snelste in de eerste training met een tijd van 46,338 seconden en een snelheid van 312,575 km/u.
| Pos.  | No. | Coureur             | Team                 | Motor     | Tijd   | Snelheid |
| ----- | --- | ------------------- | -------------------- | --------- | ------ | -------- |
| 1     | 84  | Jimmie Johnson      | Legacy Motor Club    | Chevrolet | 46.338 | 312.574  |
| 2     | 9   | Chase Elliott       | Hendrick Motorsports | Chevrolet | 46.345 | 312.528  |
| 3     | 47  | Ricky Stenhouse Jr. | JTG Daugherty Racing | Chevrolet | 46.348 | 312.507  |
| Bron: |     |                     |                      |           |        |          |

#### Training 2
Brad Keselowski was de snelste in de laatste training met een tijd van 47,071 seconden en een snelheid van 307,708 km/u.
| Pos.  | No. | Coureur         | Team        | Motor | Tijd   | Snelheid |
| ----- | --- | --------------- | ----------- | ----- | ------ | -------- |
| 1     | 6   | Brad Keselowski | RFK Racing  | Ford  | 47.071 | 307.708  |
| 2     | 22  | Joey Logano     | Team Penske | Ford  | 47.072 | 307.700  |
| 3     | 12  | Ryan Blaney     | Team Penske | Ford  | 47.076 | 307.674  |
| Bron: |     |                 |             |       |        |          |

### Race
De race begon met Alex Bowman en Kyle Larson op de eerste rij, waarbij de #48 en #5 ronden met elkaar wisselden. Na 10 ronden kreeg de binnenste lijn de overhand. Larson, Logano en Bell vormden de top 3 van het veld. Bell wisselde van lijn, gaat aan de kant en begint aan de buitenkant. 13 ronden en er zijn 40 auto's met 2,7 seconden verschil tussen de eerste en de laatste. Ronde 21 en de binnenste lijn begint ook aan kracht te winnen, met Logano die Larson duwt. Er ontstond een derde lijn met Bubba Wallace, Tyler Reddick en Justin Haley, maar die heeft geen effect. Vervolgens waren er twee racelijnen, met Bell nog steeds aan de buitenkant en Larson aan de binnenkant. Er kwam rook uit Ty Dillon's auto in ronde 28. Het team duwt hem naar de garage, zijnde een motorprobleem, waardoor hij de eerste coureur is die uit de race stapt. Tussen ronde 37 en 40 worden de eerste pitstops gemaakt voor de coureurs. In ronde 38 was er spin van rookie Riley Herbst, die de gele vlag lijkt te veroorzaken, maar hij hervatte en de race bleef op groen. Daarna bleef Denny Hamlin als leider over, gevolgd door Bell en Reddick, maar Chase Briscoe pakte in ronde 42 de leiding. Er werden weer twee lijnen gevormd. Aan de binnenkant stonden Briscoe, Wallace en Almirola, en aan de buitenkant Hamlin, Bell en Reddick. In ronde 55 leidde Bubba Wallace, maar raakte de muur op het rechte stuk, na een duw van Hamlin naar Martin Truex Jr. die de #23 van Wallace raakte. De race werd vervolgens geleid doorTruex Jr., Hamlin, Gibbs, Almirola en Keselowski als top 5. In ronde 64, twee ronden voor het einde van de eerste etappe, hinderde A. J. Allmendinger, één ronde achter de leider, de binnenlijn van Aric Almirola en Jimmie Johnson, met de bedoeling om Herbst in te halen en zich te positioneren om het geluk te hebben en in de ronde van de leider te komen. Laatste ronde van de etappe en Brad Keselowski sloeg er met de push van Ryan Preece in om de leidende Toyota van Hamlin en Truex te passeren. Hij werd gevolgd door onder andere Chris Buescher en Kevin Harvick, terwijl Truex de buitenste lijn vertraagde. De eerste etappe eindigt en Brad Keselowski finisht als eerste en scoort 10 punten voor het kampioenschap, gevolgd door Ryan Preece, die in de laatste ronde de No. 6 probeerde te passeren. Chris Buescher, Kevin Harvick, Michael McDowell, Ty Gibbs, Jimmie Johnson, Martin Truex Jr. en Todd Gilliland ronden de top 10 af.
De race herstartte in ronde 72, met Preece aan de binnenkant en Keselowski aan de buitenkant. Keselowski viel van de lijn af en Almirola nam de leiding aan de buitenkant. In ronde 84 begon de binnenste lijn te zegevieren met Keselowski, Preece, Harvick en McDowell, met 7 Fords in de top 10. Martin Truex Jr. en Kyle Busch ging in ronde 94 naar de buitenste lijn, maar dat had geen effect. Na nog een reeks pitstops verscheen in ronde 112 een drietal zij aan zij, met Joey Logano en Ryan Blaney aan de leiding, waarbij de laatste degene is die het pak Toyota's tweemaal blokkeert. Er waren twee goed gevormde lijnen in ronde 117, met Chris Buescher aan de buitenkant aan de leiding, als in de volgende ronde het eerste van meerdere ongelukken plaatsvindt. Kevin Harvick raakt Tyler Reddick en Reddick schakelde Ryan Blaney uit, dan waren ook Erik Jones, Kyle Larson, Chase Elliott, Martin Truex Jr. en Daniel Suarez erbij betrokken. Jones, Reddick en Elliott vielen uit de race, terwijl Blaney reparaties aan de rechtervoorzijde kreeg. De leiders profiteerden van de pitstops, Cindric en Hamlin gingen met twee banden voor op 4 van de rest. De race herstartte in ronde 126, waarbij een groep coureurs de voorkeur geeft aan baanpositie en podiumpunten. Logano leidde met een duw van Truex Jr. aan de binnenkant, terwijl Bowman Chastain aan de buitenkant duwde. Ross Chastain kwam naar beneden en heeft de leiding voor Logano. Hij begon beide lijnen te blokkeren, terwijl Bowman sterk was op de buitenlijn, met een push van Ricky Stenhouse Jr. Chastain paktte de tweede podiumplek door de push van Truex en Logano, in een fotofinish tegen Alex Bowman. De top 10 wordt afgesloten door Logano, Stenhouse Jr., Austin Cindric, Truex Jr., Byron, Allmendinger, Buescher en Bell. Tijdens de gele vlag aan het eind van de tweede stint volgden massale pitstops, waarbij Chastain de auto bijna tot stilstand brengt. Hij overschreed de snelheidslimiet en werd bestraft met een drive-through. Dezelfde straf voor Bell, voor het passeren van materiaal, en voor Gragson, voor een ongecontroleerde band. Wallace bleef uit de pits en nam de leiding van de race over. De race keerde terug naar de groene vlag in ronde 138 met Bubba die goed start en beide lijnen beschermde, maar Buescher duwde Almirola, waardoor de #10 aan de leiding ging. De binnenste lijn werd geconsolideerd, als in ronde 140 de gele vlag uitgaat, omdat een profiel rechtsvoor van de #12 van Ryan Blaney in bocht 2 afkwam.
Bij de herstart in ronde 143 kwam Almirola sterk aan de binnenkant, maar Buescher duwde hem weg. Bubba kwam in het midden, verliest draft, dus hij moest aan de binnenkant. Cindric had zijn auto bijna onder controle en maakt een goede redding, hij lag voor op Preece. In ronde 145 ging Buescher naar de buitenlijn met een duw van teamgenoot en teameigenaar Keselowski. Drie ronden later werd het een 1-2 voor RFK, die de binnenste lijn beheerst. Beiden gaan naar de buitenlijn met Hamlin en LaJoie die aan de binnenkant aanvallen.
Ronden gingen voorbij en de binnenste lijn kon geen vooruitgang boeken met Denny Hamlin, Corey LaJoie en Justin Haley, die de leiding hadden over de Ford in de top zes. In ronde 157 leidde Suarez de binnenste lijn, samen met Larson en Jimmie Johnson, maar dan moest de Mexicaan opschuiven, omdat hij anders uit de draft raaktte. Eerder was er een touché van #11 van Denny Hamlin naar #99 in het midden van bocht 1. Met nog 38 ronden te gaan leidde LaJoie nu de binnenlijn, met een push van Justin Haley, maar het luktte niet om naar binnen te gaan. Harrison Burton verloor aan de binnenkant, maar leidde toen de buitenlijn. Bubba Wallace kreeg niet de gele vlag die hij nodig had en moest voor brandstof gaan met nog 30 ronden te gaan. Hij deed dat zonder begeleiding en twee ronden later pakte de leiders een ronde van hem af. Tussen ronden 176 en 180 stopten de coureurs in de pits voor hun laatste stops. Na de pitstopcyclus leidde Harrison Burton en Joey Logano de race. Stenhouse Jr. werd bestraft voor te hard rijden en moest in ronde 180 een drive-through maken. Met nog 18 ronden te gaan vond de eerste grote crash plaats, waarbij veel Fords betrokken zijn. Ryan Preece verloor de controle wanneer hij een duw krijgt van McDowell en er ontstond een aaneenschakeling van incidenten waarbij Kevin Harvick, Martin Truex Jr., Chase Briscoe en Jimmie Johnson betrokken waren. De race herstartte met nog 14 ronden te gaan, met Burton aan de buitenkant met een duw van Kyle Busch, en Logano aan de binnenkant met een duw van Byron. De binnenlijn werktte, en Logano verloor bijna de auto op het rechte stuk. Logano bleef aan de buitenkant, verloor de draft, voor een manoeuvre van A.J. Allmendinger. De Kaulig-coureur leidde de race tot hij met nog 10 ronden te gaan werd ingehaald door Brad Keselowski. Naarmate de ronden verstreken, bleven de RFK Racing auto's (Keselowski en Buescher) en de Richard Childress Racing auto's (Kyle Busch en Austin Dillon) dicht bij elkaar. Met nog vier ronden te gaan, coördineerden de RCR-coureurs met Byron een pass op het rechte stuk om Keselowski en Buescher te passeren, en Kyle Busch lag aan de leiding, op zoek naar zijn eerste Daytona 500-overwinning in zijn 18e poging. Maar in de volgende ronde kreeg Daniel Suarez een tik van Jimmie Johnson, spinde bij het uitkomen van bocht 4, en daarmee ging de race naar de eerste overtime. Na radioberichten over hoe te profiteren van het feit dat zijn twee auto's op de eerste twee posities stonden, besloot RCR dat Austin Dillon bij de herstart de binnenste lijn zou vertragen, ter bescherming van Kyle Busch, die onmiddellijk naar die lijn overstapte en een 1-2 voor RCR afdwong. De binnenste lijn zou echter tempo verliezen met Joey Logano en Ricky Stenhouse Jr. die beide auto's passeerden. Op het rechte stuk ging Stenhouse, met een duwtje van Larson, aan Logano voorbij en een seconde later werd de gele vlag gezwaaid voor nog een grote crash, veroorzaakt door Byrons aanraking met Austin Dillon. Anderen die bij dat meervoudige ongeval betrokken waren, waren Austin Cindric, Todd Gilliland, Harrison Burton, Noah Gragson, Zane Smith, Denny Hamlin en Jimmie Johnson. De RFK Racing-coureurs kwamen binnen voor brandstof, voor het geval de race zich verder uitbreidt en meerdere coureurs moeten pitten. Riley Herbst en Aric Almirola, pitten ook om die reden. De race herstartte voor een tweede overtime in ronde 210, met Stenhouse aan de buitenkant en Larson aan de binnenkant. Stenhouse kreeg genoeg voorsprong bij het naderen van de witte vlag, die de laatste ronde van de wedstrijd aangaf, en blokkeerde de binnenlijn waardoor Larson geen draft had. In bocht 2 dumpte Travis Pastrana Larson, waardoor de derde grote crash ontstond (met Keselowski, Almirola, Kyle Busch, Wallace, Allmendinger en Hamlin erbij betrokken) en de gele vlag werd snel gezwaaid. Er werd niet beslist wie de winnaar was, waarbij de twijfel bestond of het Logano of Stenhouse Jr. was, maar seconden later werd vastgesteld dat Stenhouse, de JTG Daugherty Racing-coureur, de winnaar was van de Daytona 500.

#### Stage 1
Alleen de top 10 weergeven. 65 rondes.
| Pos.  | No. | Coureur          | Team                  | Motor     | Ptn. |
| ----- | --- | ---------------- | --------------------- | --------- | ---- |
| 1     | 6   | Brad Keselowski  | RFK Racing            | Ford      | 10   |
| 2     | 41  | Ryan Preece      | Stewart-Haas Racing   | Ford      | 9    |
| 3     | 17  | Chris Buescher   | RFK Racing            | Ford      | 8    |
| 4     | 4   | Kevin Harvick    | Stewart-Haas Racing   | Ford      | 7    |
| 5     | 34  | Michael McDowell | Front Row Motorsports | Ford      | 6    |
| 6     | 54  | Ty Gibbs (R)     | Joe Gibbs Racing      | Toyota    | 5    |
| 7     | 84  | Jimmie Johnson   | Legacy Motor Club     | Chevrolet | 4    |
| 8     | 10  | Aric Almirola    | Stewart-Haas Racing   | Ford      | 3    |
| 9     | 19  | Martin Truex Jr. | Joe Gibbs Racing      | Toyota    | 2    |
| 10    | 38  | Todd Gilliland   | Front Row Motorsports | Ford      | 1    |
| Bron: |     |                  |                       |           |      |

#### Stage 2
Alleen de top 10 weergeven. 65 rondes.
| Pos.  | No. | Coureur             | Team                   | Motor     | Ptn. |
| ----- | --- | ------------------- | ---------------------- | --------- | ---- |
| 1     | 1   | Ross Chastain       | Trackhouse Racing Team | Chevrolet | 10   |
| 2     | 48  | Alex Bowman         | Hendrick Motorsports   | Chevrolet | 9    |
| 3     | 22  | Joey Logano         | Team Penske            | Ford      | 7    |
| 4     | 47  | Ricky Stenhouse Jr. | JTG Daugherty Racing   | Chevrolet | 8    |
| 5     | 2   | Austin Cindric      | Team Penske            | Ford      | 6    |
| 6     | 19  | Martin Truex Jr.    | Joe Gibbs Racing       | Toyota    | 5    |
| 7     | 24  | William Byron       | Hendrick Motorsports   | Chevrolet | 4    |
| 8     | 16  | A. J. Allmendinger  | Kaulig Racing          | Chevrolet | 3    |
| 9     | 17  | Chris Buescher      | RFK Racing             | Ford      | 2    |
| 10    | 20  | Christopher Bell    | Joe Gibbs Racing       | Toyota    | 1    |
| Bron: |     |                     |                        |           |      |

#### Stage 3 / definitieve resultaten
70 rondes
| Pos.  | Grid | No. | Coureur             | Team                     | Motor     | Rondes | Ptn. |
| ----- | ---- | --- | ------------------- | ------------------------ | --------- | ------ | ---- |
| 1     | 31   | 47  | Ricky Stenhouse Jr. | JTG Daugherty Racing     | Chevrolet | 212    | 48   |
| 2     | 3    | 22  | Joey Logano         | Team Penske              | Ford      | 212    | 42   |
| 3     | 5    | 20  | Christopher Bell    | Joe Gibbs Racing         | Toyota    | 212    | 35   |
| 4     | 9    | 17  | Chris Buescher      | RFK Racing               | Ford      | 212    | 43   |
| 5     | 1    | 48  | Alex Bowman         | Hendrick Motorsports     | Chevrolet | 212    | 41   |
| 6     | 29   | 16  | A. J. Allmendinger  | Kaulig Racing            | Chevrolet | 212    | 34   |
| 7     | 24   | 99  | Daniel Suárez       | Trackhouse Racing Team   | Chevrolet | 212    | 30   |
| 8     | 7    | 12  | Ryan Blaney         | Team Penske              | Ford      | 212    | 29   |
| 9     | 23   | 1   | Ross Chastain       | Trackhouse Racing Team   | Chevrolet | 212    | 38   |
| 10    | 38   | 15  | Riley Herbst (i)    | Rick Ware Racing         | Ford      | 212    | 0    |
| 11    | 40   | 67  | Travis Pastrana     | 23XI Racing              | Toyota    | 212    | 26   |
| 12    | 13   | 4   | Kevin Harvick       | Stewart-Haas Racing      | Ford      | 212    | 32   |
| 13    | 17   | 36  | Zane Smith (i)      | Front Row Motorsports    | Ford      | 212    | 0    |
| 14    | 35   | 51  | Cody Ware           | Rick Ware Racing         | Ford      | 212    | 23   |
| 15    | 16   | 19  | Martin Truex Jr.    | Joe Gibbs Racing         | Toyota    | 212    | 29   |
| 16    | 12   | 7   | Corey LaJoie        | Spire Motorsports        | Chevrolet | 212    | 21   |
| 17    | 18   | 11  | Denny Hamlin        | Joe Gibbs Racing         | Toyota    | 212    | 20   |
| 18    | 2    | 5   | Kyle Larson         | Hendrick Motorsports     | Chevrolet | 211    | 19   |
| 19    | 36   | 8   | Kyle Busch          | Richard Childress Racing | Chevrolet | 211    | 18   |
| 20    | 15   | 23  | Bubba Wallace       | 23XI Racing              | Toyota    | 211    | 17   |
| 21    | 4    | 10  | Aric Almirola       | Stewart-Haas Racing      | Ford      | 211    | 19   |
| 22    | 10   | 6   | Brad Keselowski     | RFK Racing               | Ford      | 211    | 25   |
| 23    | 6    | 2   | Austin Cindric      | Team Penske              | Ford      | 210    | 20   |
| 24    | 22   | 42  | Noah Gragson (R)    | Legacy Motor Club        | Chevrolet | 210    | 13   |
| 25    | 33   | 54  | Ty Gibbs (R)        | Joe Gibbs Racing         | Toyota    | 210    | 17   |
| 26    | 19   | 21  | Harrison Burton     | Wood Brothers Racing     | Ford      | 210    | 11   |
| 27    | 14   | 38  | Todd Gilliland      | Front Row Motorsports    | Ford      | 208    | 11   |
| 28    | 11   | 34  | Michael McDowell    | Front Row Motorsports    | Ford      | 208    | 15   |
| 29    | 34   | 50  | Conor Daly (i)      | The Money Team Racing    | Chevrolet | 206    | 0    |
| 30    | 32   | 78  | B. J. McLeod        | Live Fast Motorsports    | Chevrolet | 204    | 7    |
| 31    | 39   | 84  | Jimmie Johnson      | Legacy Motor Club        | Chevrolet | 203    | 10   |
| 32    | 28   | 31  | Justin Haley        | Kaulig Racing            | Chevrolet | 203    | 5    |
| 33    | 27   | 3   | Austin Dillon       | Richard Childress Racing | Chevrolet | 202    | 4    |
| 34    | 21   | 24  | William Byron       | Hendrick Motorsports     | Chevrolet | 202    | 7    |
| 35    | 30   | 14  | Chase Briscoe       | Stewart-Haas Racing      | Ford      | 182    | 2    |
| 36    | 20   | 41  | Ryan Preece         | Stewart-Haas Racing      | Ford      | 181    | 10   |
| 37    | 25   | 43  | Erik Jones          | Legacy Motor Club        | Chevrolet | 118    | 1    |
| 38    | 8    | 9   | Chase Elliott       | Hendrick Motorsports     | Chevrolet | 118    | 1    |
| 39    | 26   | 45  | Tyler Reddick       | 23XI Racing              | Toyota    | 117    | 1    |
| 40    | 37   | 77  | Ty Dillon           | Spire Motorsports        | Chevrolet | 26     | 1    |
| Bron: |      |     |                     |                          |           |        |      |

#### Statistieken
- Wisselingen van leiding: 52 onder 21 verschillende coureurs
- Cautions: 8 voor 38 ronden
- Rode vlaggen: 0
- Tijd van de race: 3 uur, 38 minuten en 53 seconden
- Gemiddelde snelheid: 233,810 km/u

## Tussenstanden kampioenschap
|       | Pos | Coureur             | Punten   |
| ----- | --- | ------------------- | -------- |
|       | 1   | Joey Logano         | 52       |
|       | 2   | Chris Buescher      | 50 (–2)  |
|       | 3   | Ricky Stenhouse Jr. | 48 (–4)  |
|       | 4   | Christopher Bell    | 44 (–8)  |
|       | 5   | Alex Bowman         | 41 (–11) |
|       | 6   | Ross Chastain       | 38 (–14) |
|       | 7   | Ryan Blaney         | 37 (–15) |
|       | 8   | Kevin Harvick       | 37 (–15) |
|       | 9   | A. J. Allmendinger  | 34 (–18) |
|       | 10  | Martin Truex Jr.    | 32 (–20) |
|       | 11  | Brad Keselowski     | 32 (–20) |
|       | 12  | Daniel Suárez       | 30 (–22) |
|       | 13  | Aric Almirola       | 29 (–21) |
|       | 14  | Austin Cindric      | 29 (–21) |
|       | 15  | Corey LaJoie        | 27 (–23) |
|       | 16  | Travis Pastrana     | 26 (–24) |
| Bron: |     |                     |          |

|  | Pos | Fabrikant | Punten  |
|  | --- | --------- | ------- |
|  | 1   | Chevrolet | 40      |
|  | 2   | Ford      | 35 (–5) |
|  | 3   | Toyota    | 34 (–6) |